# Бобков, Александр Алексеевич
Александр Алексеевич Бобков (сентябрь 1900, дер. Слобода, Ярославская губерния, Российская империя — январь 1985, Москва, РСФСР) — советский партийный и государственный деятель, председатель Кировского облисполкома (1934—1937).

## Биография
Член РКП(б) с 1921 г. Окончил восьмимесячные курсы при лекторской группе, затем — курсы пропагандистов при Коммунистическом университете имени Я. М. Свердлова.
- 1919—1920 гг. — участник Гражданской войны, был в плену,
- 1920—1922 гг. — в РККА,
- 1922—1925 гг. — преподаватель Ярославской губернской школы советского и партийного строительства,
- 1925—1926 гг. — председатель методического бюро, пропагандист Ярославского губернского комитета РКП(б) — ВКП(б),
- 1926 г. — член пропагандистской группы ЦК ВКП(б) (Донбасс),
- 1926—1933 гг. — член пропагандистской группы Кулебакского районного комитета ВКП(б), заведующий агитационно-пропагандистским отделом Выксунского уездного, Канавинского районного комитета ВКП(б) (Нижегородский край), ответственный секретарь Балахнинского районного комитета ВКП(б) (Горьковский край),
- 1933—1934 гг. — первый секретарь Вятского (Кировского) городского комитета ВКП(б),
- 26 января—10 февраля 1934 года делегат XVII съезда ВКП(б)[1].
- 1934—1937 гг. — председатель исполнительного комитета Кировского краевого Совета,
- 1937 г. — заместитель ректора Высшей школы партийных организаторов при ЦК ВКП(б),
- 1937—1938 гг. — заместитель начальника Планово-финансового управления Комитета заготовок сельскохозяйственных продуктов при СНК — Народного комиссариата заготовок СССР,
- 1938—1942 гг. — инспектор, начальник планово-экономического сектора Института зерна,
- 1942—1953 гг. — старший инспектор, консультант заместителя народного комиссара заготовок СССР, начальник оперативно-распределительного отдела «Центрзаготзерно» Министерства заготовок СССР,
- 1953—1955 гг. — начальник отдела по контролю за хранением государственных хлебных запасов Министерства сельского хозяйства и заготовок СССР,
- 1955—1956 гг. — главный инспектор Министерства заготовок СССР,
- 1956—1959 гг. — главный инспектор Министерства хлебопродуктов СССР.

С марта 1959 г. на пенсии.

## Награды и звания
Награждён орденом Красной Звезды.